# Медиоклавикуларна линија
Медиоклавикуларна линија или средња клавикуларна линија (лат. Lineа medioclavicularis) једна је од оријентационих линија у анатомији на предњој страни тела која служи за ближе одређивање положаја појединих органа на телу. Паралелан је са брадавичном линијом.

## Анатомија
Медиоклавикуларна линија у анатомском смислу је оријентациона линија која пролази вертикално кроз средину кључне кости (клавикулу). У свом горњем делу пролази кроз средину кључне кости, а код мушкараца се протеже медијално од брадавице. Потом прелази преко обалног руба близу краја 9. ребрене хрскавице и продужава се до бутине, пролазећи кроз прегиб препона на пола пута између предње горње илијачне кврге и пубичне симфизе.
Њен положај се често поклапа са мамиларном линијом, али је таква локализација често дискутабилна због различитог положаја брадавица дојке.